# L'Inconnue d'Arras (Salacrou)
Pour les articles homonymes, voir L'Inconnue d'Arras.
L'Inconnue d'Arras est une pièce de théâtre en trois actes d'Armand Salacrou représentée pour la première fois à la Comédie des Champs-Élysées le 22 novembre 1935 et publiée l'année suivante.
Elle s'ouvre sur l'agonie d'un homme, Ulysse, qui vient de se suicider. Les trois actes essaieront de faire comprendre cet acte au spectateur. Le mourant doit alors revoir sa vie entière, mais tout se déroulera de façon ordonnée, selon cette mort à venir, inéluctable, et ce malgré l'intervention de ses souvenirs, dont son père, son grand-père mort à vingt-huit ans à la guerre, son proviseur, et surtout Madeleine, la prostituée Yvette, qui s'est suicidée de désespoir par amour pour lui, et enfin l'inconnue d'Arras, la douce inconnue, les trois femmes qu'il a aimées avant de rencontrer celle qui deviendra sa femme, la « garce », qui tenteront de le sauver.
Malgré un succès relatif, la pièce ne put tenir jusqu'à la centième, quoique que dans des salles différentes, que par la grâce de la présence de Pierre Blanchar, acteur respecté sans lequel elle n'eût sans doute pas trouvé la faveur du public.

## Citation
« Je me souviens que l'une des premières fois que je suis allé au théâtre ma cousine s'est trompée de salle - confondant l'Odéon et la Salle Richelieu - et qu'au lieu d'une tragédie classique, j'ai vu l'Inconnue d'Arras d'Armand Salacrou » (Georges Perec, Je me souviens, p. 31).